# リーバ・ブラザーズ
リーバ・ブラザーズ(Lever Brothers)は、かつてイギリスにあった消費財メーカーである。ユニリーバの前身企業の一つである。
1885年に初代リーバヒューム子爵ウィリアム・リーバ(1851–1925)とジェームズ・ダーシー・リーバ(1854–1916)の兄弟によって設立された。同社は化学者ウィリアム・ハフ・ワトソンが発明した石鹸製造法に投資し、その製法を普及させた。1895年にアメリカに進出した。同社のブランドには、ライフブイ(Lifebuoy)、ラックス(Lux)、ヴィム(Vim)などがあった。1929年、マルガリーネ・ウニと合併してユニリーバとなった。

## 歴史
ウィリアム・リーバとジェームズ・ダーシー・リーバの兄弟は、父が始めた小さな食料品店を引き継ぎ、1885年にウォリントンの小さな石鹸工場を買収して石鹸事業に参入した。リーバ兄弟は、カンブリアの化学者ウィリアム・ハフ・ワトソンとビジネスパートナー契約を結んだ。ワトソンは、それまでの獣脂の代わりにパーム油などの植物油とグリセリンを使った新しい石鹸の製造法を考案した。この石鹸は当初は「ハニー石鹸」、後に「サンライト石鹸」の名前で売り出された。1888年には生産量が週450トンとなり、大きな工場がウィラル半島のブロムバラの沼地に建設された。その地は、同社の製品名からポート・サンライトと名付けられた。
リーバ・ブラザーズ（リーバ兄弟）という会社名であるにもかかわらず、弟のジェームズはほとんど経営上の役割を果たすことはなかった。ジェームズは1895年に糖尿病となり、その2年後に取締役を辞任した。
リーバ・ブラザーズ社は1895年にアメリカに進出した。最初に設置したのはニューヨークの小さな販売事務所だったが、1898年にマサチューセッツ州ケンブリッジの石鹸メーカー、カーティス・デイビスを買収してアメリカでの生産を開始し、アメリカ本社をケンブリッジに移転した。1929年には、ケンブリッジで1,000人、全米で1,400人の従業員を擁する、アメリカ3位の石鹸メーカーとなった。
リーバ・ブラザーズ社は1911年までに、ベルギー領コンゴとソロモン諸島にアブラヤシの農園を保有するようになっていた。また、A&Fピアーズ、ロンドンのジョン・ナイト、ウィドネスのゴセージ、リーズのワトソン、ウォリントンのクロスフィールド、ランコーンのヘーズルハースト、リバプールのハドソンなど、イギリス国内の石鹸メーカーを買収した。ベルギー領コンゴ西部でリーバ・ブラザーズ社がアブラヤシ輸出の拠点を置いた町は、ウィリアム・リーバにちなんでリーバビル(Leverville)（現在のクウィル州ルサンガ）と名付けられた。
1925年、リーバ・ブラザーズ社は食肉加工品ブランドのウォールズを保有するマック・フィッシャリーズを買収した。

### 福利厚生と強制労働
リーバ・ブラザーズ社は、イギリス人従業員に対する福利厚生を充実させていた。ポート・サンライトの工場に隣接して、1888年から1914年にかけてモデル村が建設された。そこには、高い建築水準の従業員向けの住宅と、コミュニティのための数多くの施設が建てられていた。
一方で、ベルギー領コンゴに設立した子会社Huileries du Congo Belge(HCB)においては、本国のような手厚い福利厚生はなく、1911年から1945年まで強制労働が行われていた。

### 日本法人
リーバ・ブラザーズ社は1910年、兵庫県武庫郡大庄村又兵衛新田（現在の尼崎市大浜町１丁目）に工場を建設、1913年より日本リーバ・ブラザース株式会社尼崎工場として日本近海産の魚油と満洲産の大豆を原料に硬化油を製造し石鹸まで一貫生産を行った。これはイギリスに遅れることわずか7年の快挙だった。
しかしリーバ・ブラザーズ社は1925年に業績不振を理由に日本から撤退し、神戸瓦斯株式会社の松方幸次郎が工場を買収。大日本石鹸と社名を変更する。翌1926年にはベルベット石鹸と再び改称し、さらに1937年、日産コンツェルンに買収されて日本油脂尼崎工場となる。

### ユニリーバ
1929年9月、リーバ・ブラザーズ社はオランダのマルガリーネ・ウニ（Margarine Unie、マーガリン・ユニ）と合併し、新社名は2つの会社の名前を組み合わせて「ユニリーバ」となった。1930年に合併が完了し、従業員25万人を擁する、当時時価総額でイギリス最大の企業となった。
ユニリーバとなった後も、北米の子会社の社名はリーバ・ブラザーズのままであったが、2008年にアメリカの投資会社ペンスラー・キャピタルに買収され、社名をコレックス(Korex)に変更した。